# 셰린
셰린 압델 와하브(아랍어: شيرين عبد الوهاب, 영어: Sherine Abdel Wahab, 1980년 10월 8일 ~ )는 셰린(아랍어: شيرين, 영어: Sherine)이라는 예명으로 활동하고 있는 이집트의 가수, 배우, 텔레비전 사회자이다.

## 음반 목록
- Garh Tany (2003)
- Lazem Ayesh (2005)
- Batamenak (2008)
- Habeat (2009)
- Esaal Alaya (2012)
- Ana Kiteer (2014)
- tareqe (2015)